# La Nostalgie du cannibale (image instantanée)
La Nostalgie du cannibale (image instantanée) est un tableau réalisé par le peintre espagnol Salvador Dalí en 1932. Cette huile sur toile de format carré est une nature morte qui représente une alternance d'encriers et d'œufs au plat sur un meuble lilas laissé seul dans un paysage désertique à l'horizon bas, sous un ciel vert-jaune. Passée par la galerie d'art de Julien Levy, l'œuvre est conservée au Sprengel Museum Hannover, à Hanovre, en Allemagne.